# Hakan Ünsal
Hakan Ünsal (Sinop, 1973. május 14. –), török válogatott labdarúgó.
A török válogatott tagjaként részt vett a 2000-es Európa-bajnokságon, a 2002-es világbajnokságon.

## Sikerei, díjai
Galatasaray
- Török bajnok (5): 1996–97, 1997–98, 1998–99, 1999–2000, 2001–02
- Török kupagyőztes (4): 1995–96, 1998–99, 1999–2000, 2004–05
- UEFA-kupa győztes (1): 1999–2000
- UEFA-szuperkupa győztes (1): 2000

Törökország
- Világbajnoki bronzérmes (1): 2002